# Euphaedra medon
Euphaedra medon är en fjärilsart som beskrevs av Carl von Linné 1763. Euphaedra medon ingår i släktet Euphaedra och familjen praktfjärilar. Inga underarter finns listade i Catalogue of Life.

## Bildgalleri

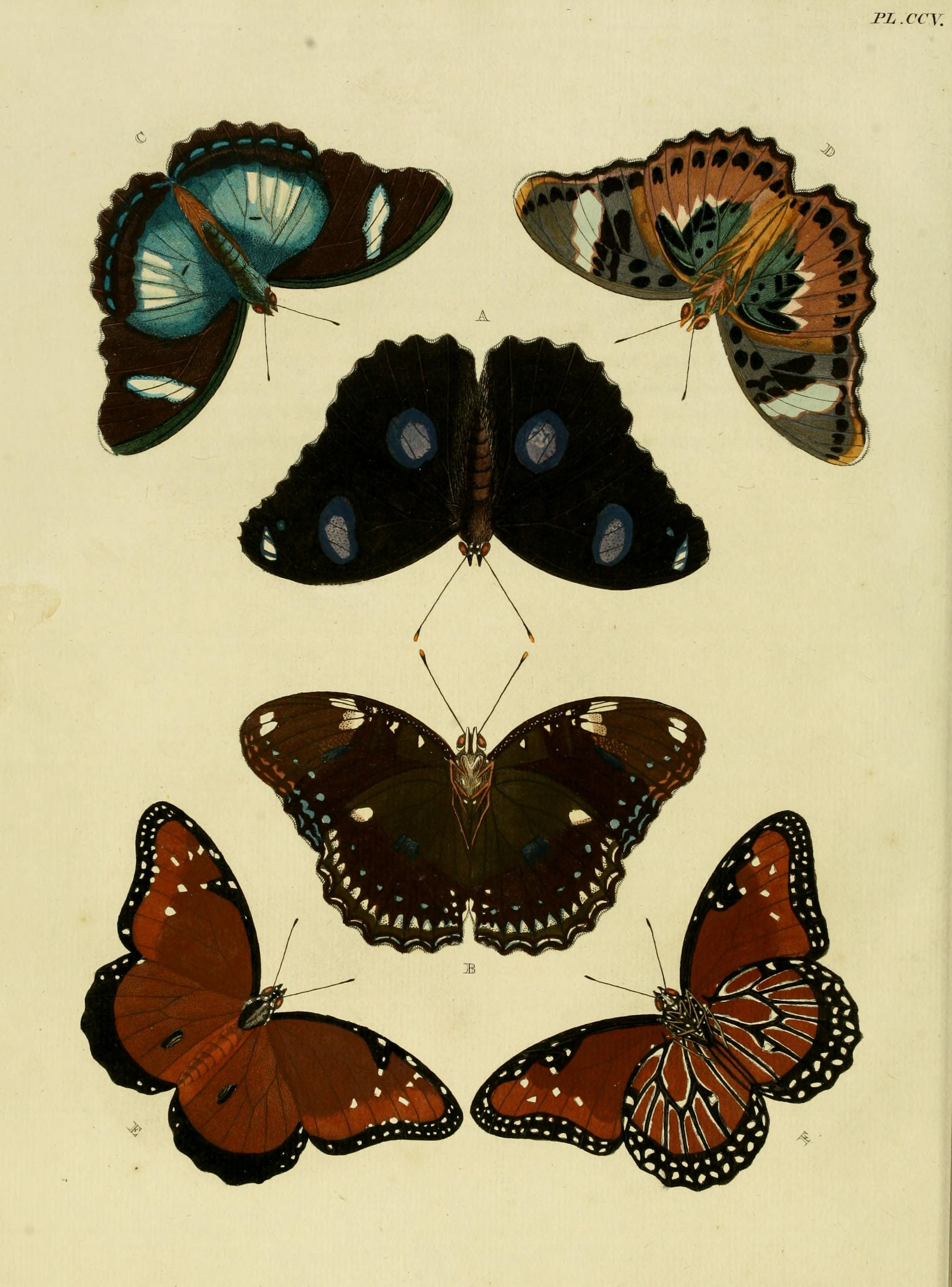
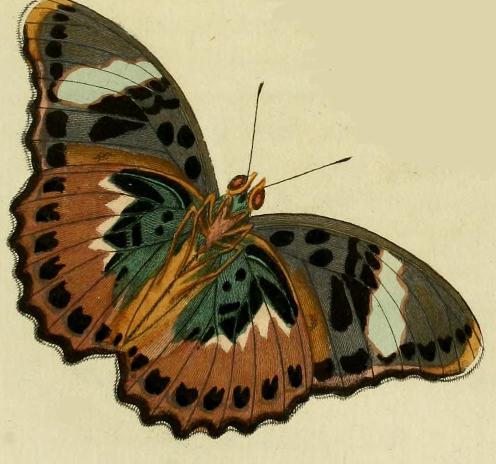